# 臺灣碳權交易所
臺灣碳權交易所，簡稱碳交所，是經營臺灣碳權交易平臺的公營公司，由臺灣證券交易所、行政院國家發展基金管理會出資。碳交所成立於2023年8月7日，設址高雄市。主要業務為：臺灣的國內碳權交易、與國際碳權買賣，以及碳諮詢與教育訓練。其中國際碳權交易於成立同年12月22日開辦、臺灣本地的國內碳權交易則於2024年10月2日開辦。目前交易方僅限法人或事業體，所購得的碳權均不能再行售出。

## 歷史
臺灣在1998年第一次全國能源會議時，開始研究建立碳排放交易制度，並在1999年《空氣污染防制法》第三次修訂時引入。2005年第二次全國能源會議再次提及。2008年到2015年間透過一系列法規的立法或修訂，以待交易能力建構完成後，一併啟動溫室氣體總量管制。2021年，臺灣政府宣示2050年達淨零排放，隨即於2023年將此目標入法，並同時宣布將成立臺灣碳權交易所。
2023年8月7日，臺灣碳權交易所正式開始營運。臺灣證券交易所出資6億（新台幣，下同）元、行政院國家發展基金管理會出資4億元，規畫的額定資本額則為15億元。其主要業務有三項：臺灣的國內碳權交易、與外國的碳權買賣，以及碳諮詢與教育訓練。由於臺灣最有減碳需求的企業多設籍於高雄市，為方便直接服務客戶，碳交所總部設於高雄亞洲新灣區的原慶富集團總部大樓。
2023年12月22日，首批國際碳權交易上架，可購買來自越南、印度、莫三比克、烏干達、肯亞、厄利垂亞、智利7國的水源、太陽能、風能及沼氣發電等專案，價格約每公噸2.9美元至12美元。首日有45家企業以80多萬美元，購入8.8公噸碳權。2024年10月2日，國內碳權交易也開通。首批6個共6080公噸，價位為每噸新台幣2500至4000元。

## 交易規則
碳交所提供的碳權交易有國外交易與國內交易兩種。
國外交易限法人進行，買方需為臺灣境內法人，賣方則境內或境外均可。交易單位為1公噸的二氧化碳當量，以美金計價。每日交易時間自早上9時起，到下午3時30分止。
國內交易部分，臺灣本地事業體可透過不同的減量專案取得碳權而成為賣方，售與有「增量抵換」等需求的買方。賣方可直接設定價格後開放購買，也可以登錄碳權後進行拍賣。或是買賣雙方先私下達成交易協議後，賣方將數量、交易價及合約上架，由主管機關通知買方付款以完成交易。無論國內外的交易，買入後均不可再次賣出。